# Königliche Sankt-Hubertus-Galerien

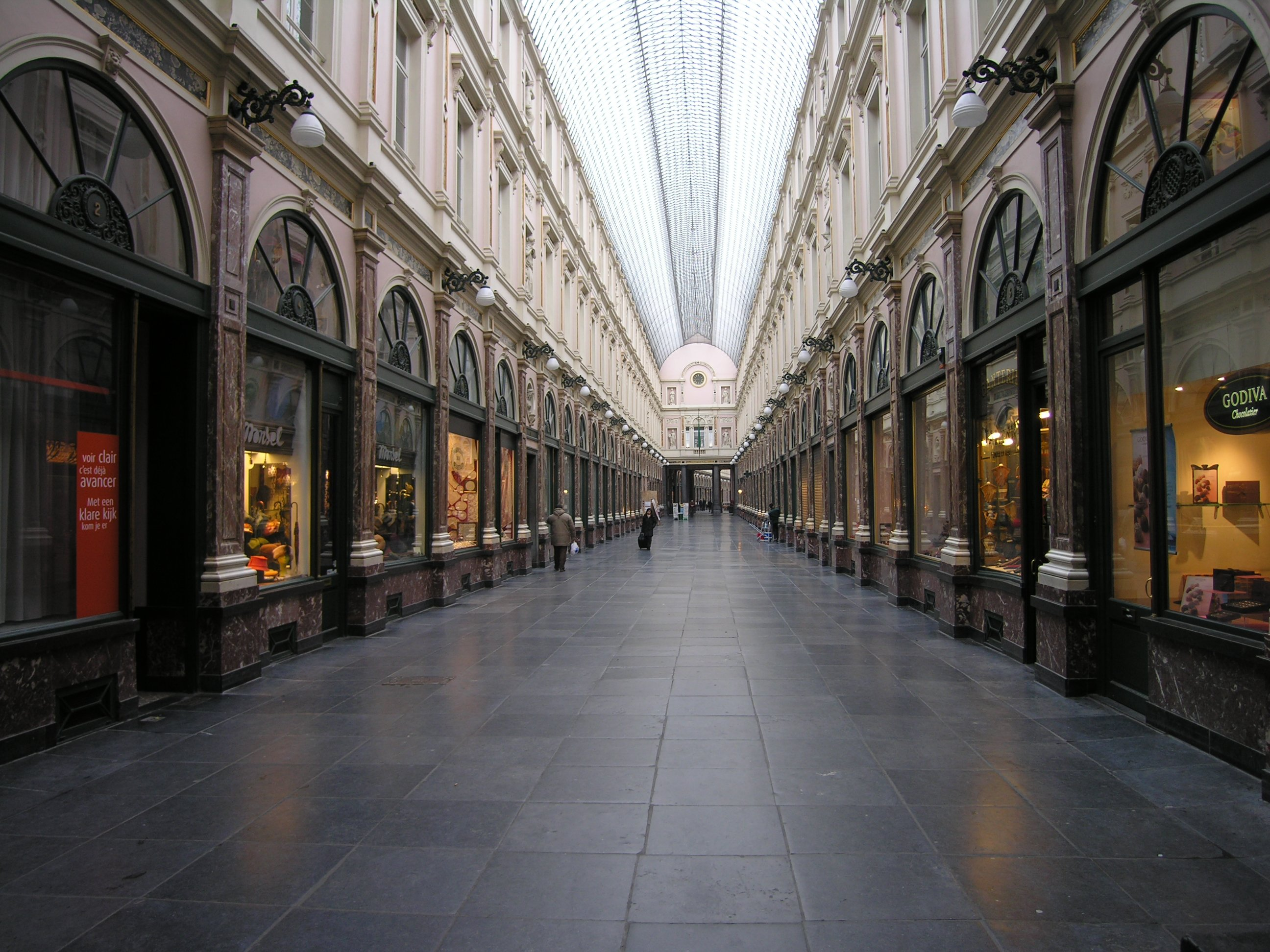
Königlichen Sankt-Hubertus-Galerien

Die Königlichen Sankt-Hubertus-Galerien (französisch: Galeries royales Saint-Hubert; niederländisch: Koninklijke Sint-Hubertusgalerijen) ist eine Ladenpassage in Brüssel. Die 1847 eröffnete Passage hatte zusammen mit der Passage in Sankt Petersburg (eröffnet 1848) und der Galleria Vittorio Emanuele II in Mailand (eröffnet 1867) großen Einfluss auf die spätere Gestaltung von Ladenpassagen.

## Beschreibung
Das 213 Meter lange Bauwerk besteht aus einem langen Gang mit zwei oberen Stockwerken unter einem leicht gebogenen Glasdach in einem gusseisernen Rahmen. In der Passage trennen Pilaster die Schaufenster einzelner Läden. Das gesamte Bauwerk ist in einem italianisierenden Cinquecento-Stil gehalten. Die beiden gleichmäßigen Fassaden erinnern entfernt an Giorgio Vasaris engen straßenartigen Hof in den Florentiner Uffizien und zeigen das Motto Omnibus omnia (Alles für alle).
Die Idee geht auf den niederländischen Architekten Jean-Pierre Cluysenaar zurück, der sich zum Ziel gesetzt hatte, den eng bebauten und schlecht beleuchteten Innenstadtabschnitt Brüssels zwischen dem Grasmarkt (Marché aux Herbes) und dem Kruidtuinberg (Montagne aux Herbes Potagères) durch eine Straße zu ersetzen und so auch höhere Gesellschaftsschichten in die Gegend zu locken.
Zusammen mit dem Banker Jean-André Demot gründete er im Sommer 1836 die „Société des Galeries Saint-Hubert“, die beiden benötigten aber weitere neun Jahre, um alle Eigentums- und Wohnrechte in der Gegend zu klären. Die Bauarbeiten begannen am 6. Mai 1846 und dauerten bis zum 20. Juni 1847, als König Leopold I. zusammen mit seinen Söhnen die Passage eröffnete.
Die Passage zog von Beginn zahlreiche Luxusgeschäfte an, die Brüssel das Flair einer europäischen Metropole gaben. In ihrem gut ausgeleuchteten Innern war es auch in Brüssels regnerischem Seeklima möglich, in Straßencafes zu sitzen. Am 1. März 1896 zeigten die Brüder Lumière hier ihre Filme erstmals außerhalb von Paris.

## Passage du Nord
Eine weitere, aber kleinere und später errichtete Ladenpassage ist die 1874 erbaute Passage du Nord (→Lage). Die etwa 70 m lange Passage hält sich architektonisch an ihre größere Schwester, die Königlichen Sankt-Hubertus-Galerien.